# جاك إرنست فنسنت
جاك إرنست فنسنت (بالإنجليزية: Jack Ernest Vincent)‏ هو عالم سياسة أمريكي، ولد في 26 ديسمبر 1932.